# Thevetia peruviana

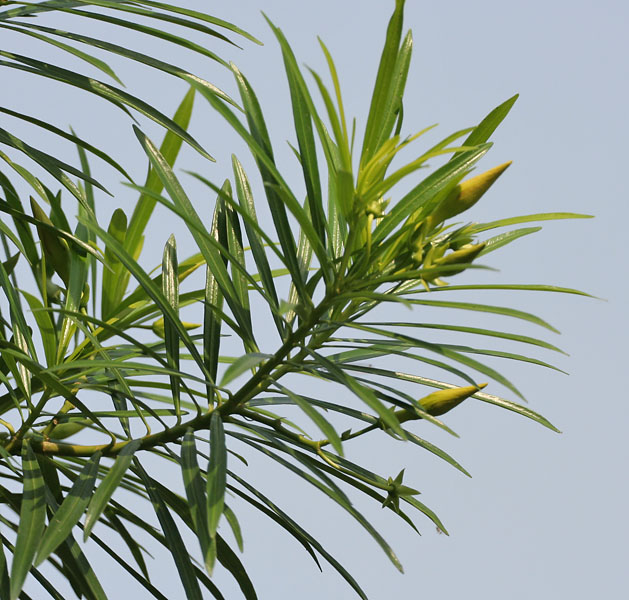
Thevetia peruviana

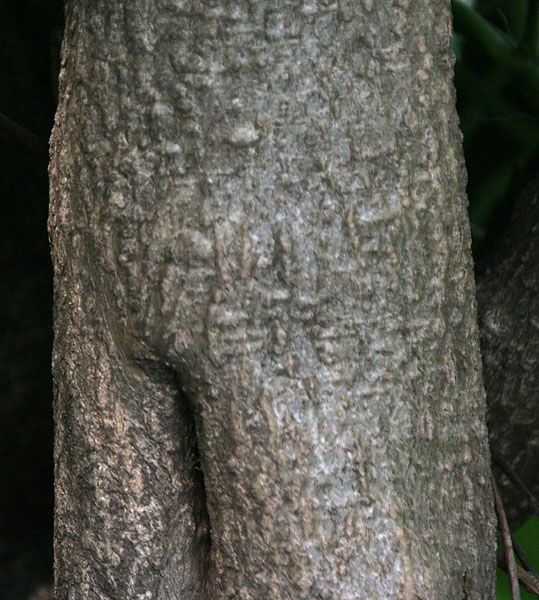
Thevetia peruviana - tronc i escorça

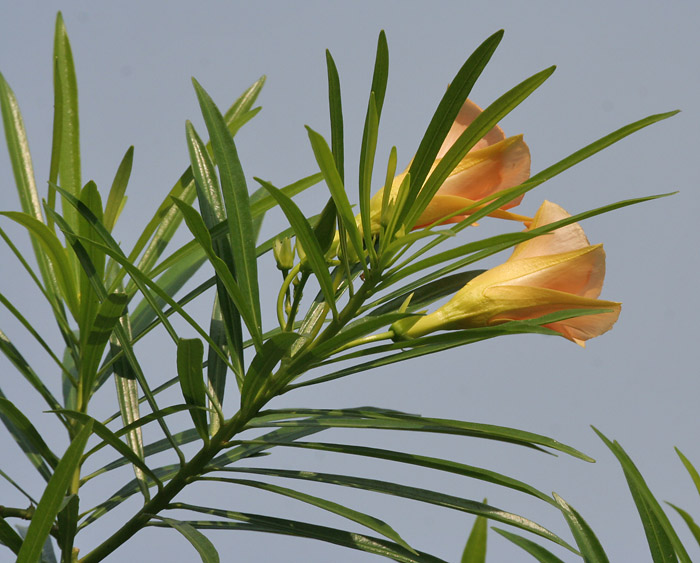
Thevetia peruviana -

Thevetia peruvians és una espècie de planta verinosa que és planta nativa de Mèxic i Amèrica Central. Està estretament emparentada amb el baladre (Nerium oleander).
A Espanya figura dins la llista de plantes de venda regulada.
T peruviana és un arbust o arbret tropical perennifoli de fulles lanceolades cobertes d'una capa cerosa.
Les flors tenen forma d'embut. Its fruit is deep red-black in color encasing a large seed that bears some resemblance to a 'Chinese lucky nut.'

## Toxicitat
Totes les parts de T. peruviana són tòxiques per a la majoria d'animals vertebrats donat que cotenen un glucòsid cardíac.
Les principals toxines són del grup dels cardenòlids anomenades thevetina A i thevetina B; altres inclouen peruvòsid, neriifolina, thevetoxina i ruvòsid. Els antídots inclouen atropina i digoxina.
Es coneixen unes poques espècies d'ocells que se n'alimenten i són immunes al verí.

## Usos
T. peruviana es cultiva com planta ornamental que no resisteix el fred intens. Tolera els sòls humits i la secada.
S'ha assajat les toxines d'aquesta planta i el seu oli en el control biològic de plagues.